# Sosna przy Dziedzince
Sosna przy Dziedzince – pomnikowa sosna zwyczajna rosnąca w Białowieskim Parku Narodowym, olbrzym sosnowy, w chwili obecnej druga pod względem rozmiarów sosna Puszczy Białowieskiej, po sośnie Marta, która rośnie w zagospodarowanej części puszczy.
Obecny obwód pnia na wysokości 130 cm od postawy wynosi 360 cm (według pomiarów z 2009 roku), obecna wysokość drzewa wynosi 39,8 metrów (według pomiarów Tomasza Niechody z 2009 roku).
Pomimo iż w tej chwili jest drugą potężną sosną Puszczy Białowieskiej, a pierwszą w PBN, w przeszłości kilka sosen przewyższało ją rozmiarami. Na początku XX wieku rekordzistką była sosna z oddziału 402, której obwód pnia wynosił 410 cm, została powalona w latach 20. XX wieku. Po niej rekordzistką była sosna z oddziału 318, o obwodzie pnia ponad 390 cm, drzewo zamarło w latach 60. lub 70..
Żywotność sosny jest dobra, jej wiek jest szacowany na około 300 lat.